# V-J Day in Times Square

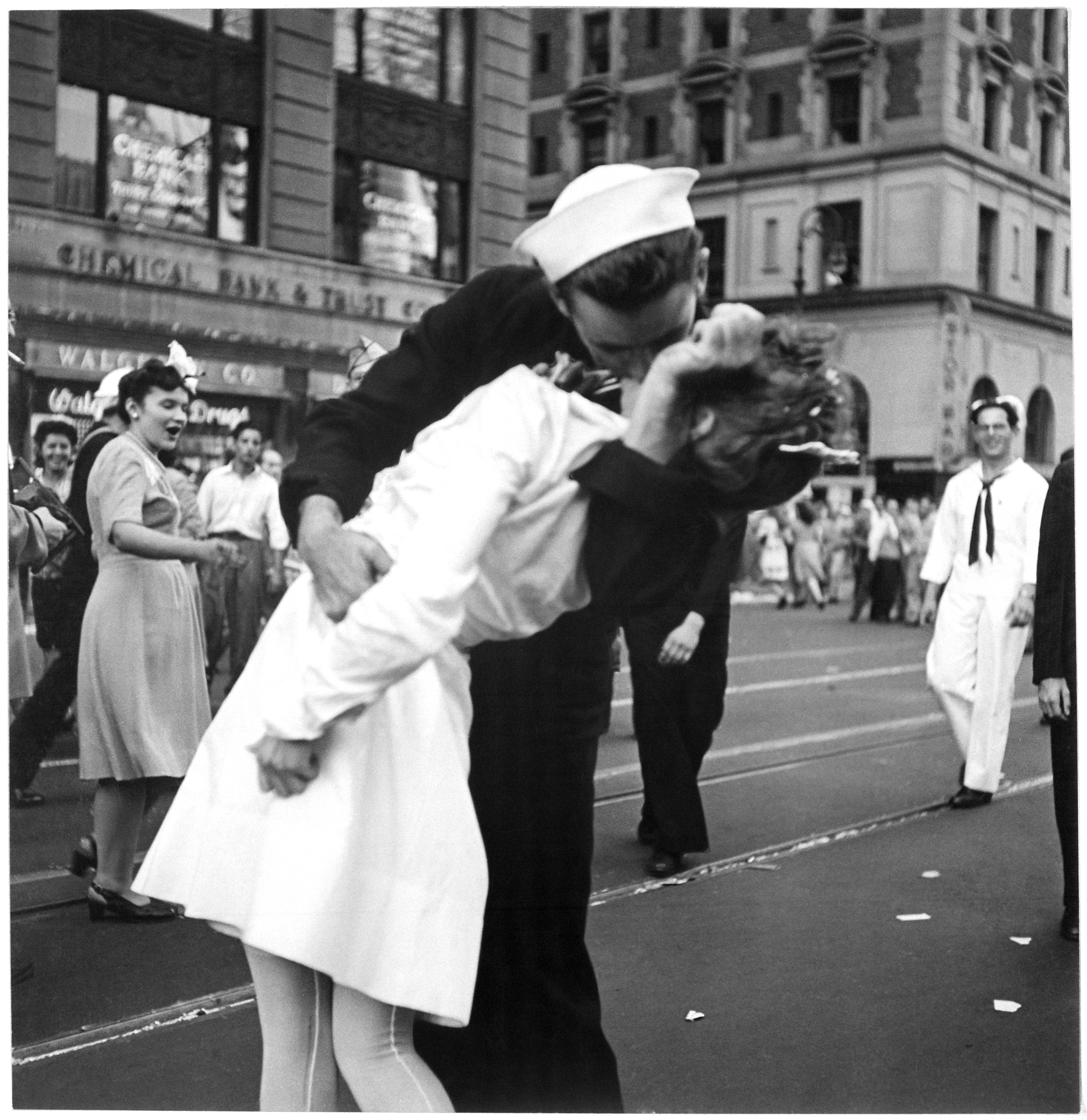
Fotografia da mesma cena por outro ângulo, feita por Victor Jorgensen.

V-J Day in Times Square é uma famosa fotografia de Alfred Eisenstaedt que retrata um marinheiro norte-americano beijando uma jovem mulher em um vestido branco no Dia V-J na Times Square em 14 de agosto de 1945. A fotografia foi originalmente publicada uma semana após ser feita, na revista Life, entre muitas fotografias das celebrações deste evento que foram apresentados em uma seção de doze páginas chamada Victory. A pose era a favorita dos fotógrafos que cobriam a guerra e muitos deles incentivavam as pessoas a fazer a mesma cena. Porém, Eisenstaedt estava fotografando um acontecimento espontâneo, que ocorreu em Times Square no dia do anúncio do fim da guerra contra o Japão feito pelo Presidente Truman.

## Controvérsia da identificação dos protagonistas

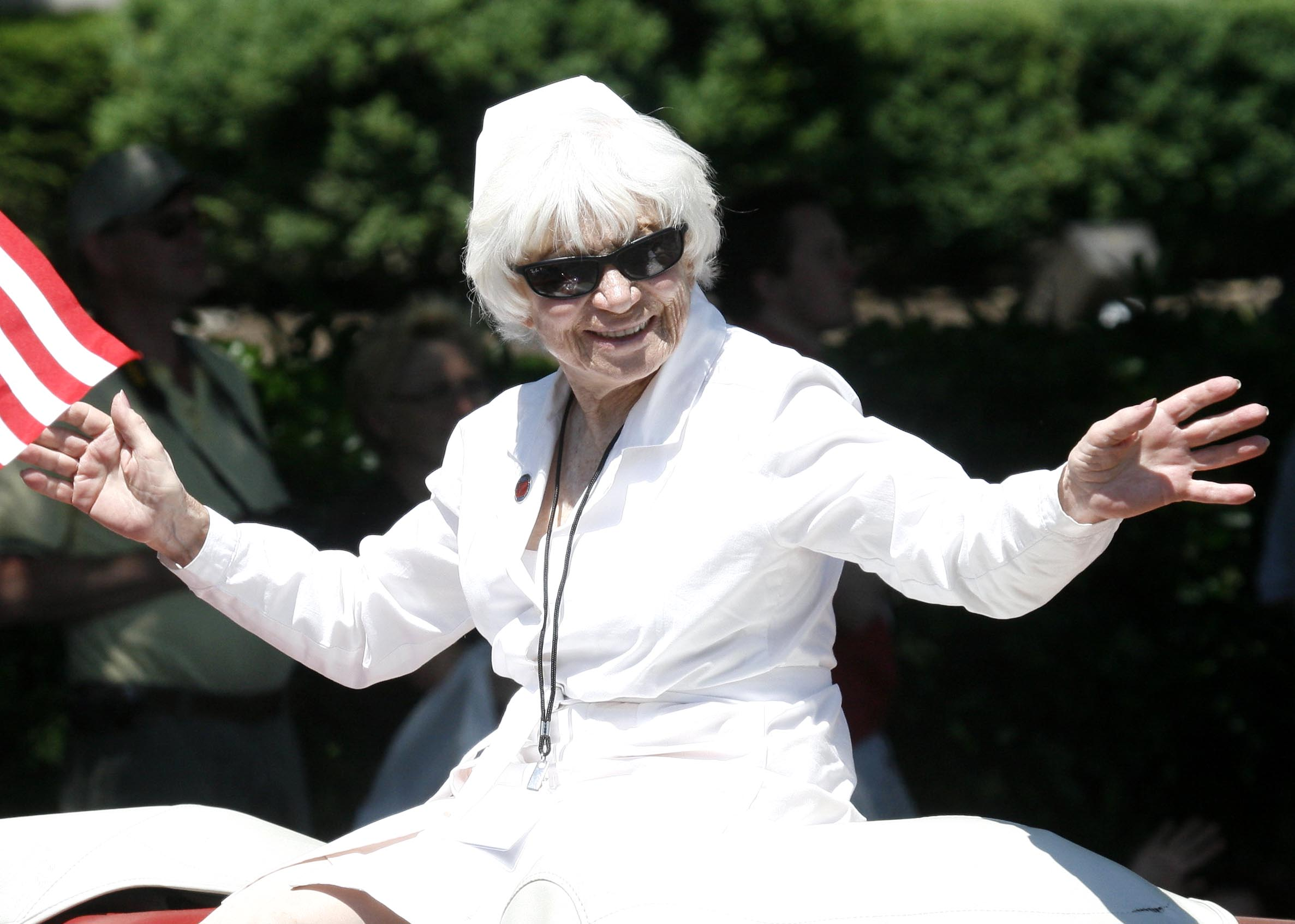
Edith Shain, a enfermeira.

Ao longo dos anos, 11 homens e três mulheres reclamaram estar na fotografia.

### O marinheiro
A identidade do marinheiro permaneceu desconhecida e controversa. Uma perita forense do departamento da polícia de Houston, analisou a fotografia de 14 de agosto de 1945 com algumas de Glenn Edward McDuffie, centrando-se no rosto, e concluiu que era ele o marinheiro da imagem de Eisenstaedt. Glenn McDuffie morreu em março de 2014.
Porém, na década de 2010 chegou-se a conclusão que o marinheiro era George Mendonsa (1923-2019), que em 2012, encontrou-se com Greta Zimmer Friedman, balizando serem o casal da fotografia.

### A enfermeira
Edith Shain escreveu a Eisenstaedt no final de 1970 afirmando ser a mulher do retrato. Em agosto de 1945, Shain estava trabalhando em um hospital de New York como enfermeira quando ela e um amigo ouviram no rádio que a Segunda Guerra Mundial tinha terminado. Eles foram a Times Square, onde todos celebravam e, assim que ela chegou na rua, saindo do metro, o marinheiro agarrou-a num abraço e beijou-a. Ela contou que naquele momento pensou que poderia ser bom deixá-lo beijá-la uma vez que ele lutou por ela durante a guerra. Em 20 de junho de 2010, Shain morreu aos 91 anos, após uma batalha contra um câncer de fígado.
Greta Zimmer Friedman, uma auxiliar de odontologia, também afirmou ser a mulher da foto. Ela encontrou-se com George Mendonsa, o suposto marinheiro, em 2012 e morreu em 2016.

## A fotografia na cultura popular
Em 2005, John Seward Johnson II esculpiu uma versão de 25 pés de altura, chamada de Unconditional Surrender, de um casal similar que está em exibição em San Diego e Sarasota.